# Algéria világörökségi helyszínei
Algéria területéről eddig hét helyszín került fel a világörökségi listára,  hat helyszín a javaslati listán várakozik a felvételre.
| | Beni Hammád erődje |
| Felvétel: 1980 |                    |
| Kulturális (III) |                    |
| Hivatkozás: 102, védett terület: 150 ha |                    |
| A 12. század óta romokban álló Beni Hammad erődje néven ismertté vált város ezer méteres tengerszint feletti magasságban található a Dzsebel-Maadid déli oldalán. A települést, a hammádida emírek első fővárosát a 11. században alapították, 1090-ben a Hilál törzs fenyegetésére lakói elhagyták, majd 1152-ben az Almohádok teljesen lerombolták. A város a keleti és a nyugati iszlám művészet egyik jelentős találkozási pontján helyezkedett el. Legfontosabb része az erőd, az iszlám művészet egyik legpontosabban felmért építészeti együttese, az erődített muszlim városok egyik legjelentősebb példája. Itt építették fel a tizenhárom hajóra osztott, huszonöt méter magas minarettel ellátott nagymecsetet, Algéria mai napig is egyik legnagyobb mecsetét. A területen ezen kívül nagyszámú építészeti emlék található, többek között paloták, kertek, kutak és csatornák. Az emírek palotája három, egymástól kertekkel, pavilonokkal és medencékkel elválasztott épületkomplexumból állt. A legszebb palota, a Dar el-Bahar néven ismert épületegyüttes egy nagyméretű medence köré épült. Az erőd területén alkalmazták először először díszítőelemként a nyolccellás konzolt és a hétcellás cseppkőboltozatot, így a mór stílus szülőhelyének is tekinthető. |                    |

| | Taszilin-Ádzser |
| Felvétel: 1982 |                 |
| Vegyes (I)(III)(VII)(VIII) |                 |
| Hivatkozás: 179, védett terület: 7 200 000 ha |                 |
| A líbiai és nigeri közelében elterülő Taszilin-Ádzser hasadékokkal, kiszáradt folyómedrekkel és kőerdőkkel tagolt hegyvidéki fennsíkján 1933-ban sziklafestményeket fedeztek fel. Eddig több mint tizenötezer rajzot vettek nyilvántartásba, a különböző korokból származó képek közül a legkorábbiakat i. e. 6000 körülire datálták. A legkésőbbiek az időszámításunk előtti néhány évszázadban készülhettek. A rajzok elkészítésekor a terület sokkal csapadékosabb volt a mainál. A képek egy részén vadászokat, elefántokat zsiráf- és bivalycsordákat ábrázoltak. Háziállataik is voltak, egyes festményeken pásztorokat jelenítettek meg, ahogy csordáikat legeltetik. Az ábrák stilisztikai jellegzetességeik alapján több csoportra bonthatók, ezek mindegyikére más állatállomány jellemző. A képek egy részén vallási szertartások láthatók, ezeken a jeleneteken is világosan megkülönböztethetőek az egyes fázisok. A korábbi motívumok elnagyoltak és stilizáltak, a későbbiek már gondosabban kidolgozottak. A sziklafestmények az emberi fejlődés egyes szakaszainak felbecsülhetetlen értékű dokumentumai. |                 |

| | Mzab-völgy |
| Felvétel: 1982 |            |
| Kulturális (II)(III)(V) |            |
| Hivatkozás: 188, védett terület: 665,03 ha |            |
| Az Mzab-völgyben mozabita berber népcsoportok a 11. században megerősített kis falvakat, kszárokat (fellegvár) alapítottak. A világörökségi helyszínhez öt ilyen kszár tartozik, el-Atteuf, Bunura, Beni-Izgen, Melika és Ghardaia. A zárt, tömör szerkezetű települések tökéletesen alkalmazkodtak a környezethez és az időjárási viszonyokhoz. Mind az öt falut fal veszi körül, míg a legmagasabb ponton egy mecset áll, ami a magtárral és a fegyverraktárral önmagában is egy erődítményt alkotott, és ostrom esetén ez volt a lakók legvégső menedéke. A mecsethez tartozó minaret őrtoronyként is funkcionált. Az agyagszínű lakóházak egyszerű kivitelezésűek és kocka alakúak. A lakók évente többször is költöztek, nyáron a falakon kívülre telepített ötletes öntözőrendszerrel életben tartott pálmaligetekbe és gyümölcsösökbe költöztek. Ezeken a nyári településeken erődjellegű lakóházakat és minaret nélküli mecseteket építettek, biztonságuk érdekében őrtornyokat emeltek. A völgy települései jelentős hatást gyakoroltak a 20. századi építészetre és várostervezésre. |            |

| | Dzsemíla |
| Felvétel: 1982 |          |
| Kulturális (III)(IV) |          |
| Hivatkozás: 191, védett terület: 30,6 ha |          |
| A 900 méter tengerszint feletti magasságban elterülő ma Dzsemila néven ismert Cuicult az 1. század végén Nerva császár uralkodása alatt alapították egy korábbi berber település helyére. A római várostervezés jellegzetességeit a dombos terephez igazították. A település a 3. században élte virágkorát, de lakosainak száma már a 2. században elérte a tízezer főt. A 4. században a kereszténység megjelenésével újabb építkezések kezdődtek a területén, de az 5. századtól hanyatlani kezdett. Központja a főrum volt, amelyet a legfontosabb középületek szegélyeztek. A fórum mellett a város meghatározó épületei voltak a fürdők, a színház és a piac. Egyik főútja a cardo két végénél városkapukat emeltek. A 2. századtól a gazdagabb lakosok házaikat mozaikokkal díszítették. A 3. században a település kinőtte eredeti városfalait és déli irányban kezdett terjeszkedni, ahol létrejött egy középületekben és lakóépületekben gazdag negyed egy új fórummal. A 4. században kialakult egy keresztény negyed, ahol két bazilika, egy keresztelőkápolna, egy kápolna és több, a papság elszállásolására használt épület romai maradtak meg. A romvárosban 1909-ben kezdték meg az ásatásokat. |          |

| | Tipáza |
| Felvétel: 1982 |        |
| Kulturális (III)(IV) |        |
| Hivatkozás: 193, védett terület: 52,16 ha |        |
| Az Algírtól 70 kilométerre nyugatra fekvő Tipáza egy jelentős pun kereskedőállomás volt. Az i. sz. 1. században római fennhatóság alá került, és a későbbi Mauretania provincia meghódítására indított hadjárat kiindulópontja lett. 430-ban vandálok foglalták el, ekkor keresztény lakosságának nagy része elmenekült, majd a 6. századtól hanyatlani kezdett és elnéptelenedett. A romváros régészeti jelentőségét az adja, hogy területén tanulmányozni lehet az őshonos civilizációk és az i. e. 6. századtól az i. sz. 6. századig tartó több hullámban érkező gyarmatosítók közötti kulturális kölcsönhatásokat. A ma is látható romok a föníciai, a római, az ókeresztény és a bizánci időkből származnak, valamint itt található Kbor er Roumia mauritániai király mauzóleuma is. A római korból a fórum, az amfiteátrum, a fürdő, villák és lakóházak romjai maradtak fenn. A házak egy részét festményekkel és mozaikokkal díszítették. A lakóépületek, a boltok és a műhelyek egy sűrűn beépített kör alakú területen zsúfolódtak össze. Közvetlenül a tengerparton egy, a korai kereszténység idejére datálható bazilika állt. A város másik jelentős keresztény műemléke a 14. században épült héthajós templom. |        |

| | Tímgád |
| Felvétel: 1982 |        |
| Kulturális (II)(III)(IV) |        |
| Hivatkozás: 194, védett terület: 90,54 ha |        |
| Az Aurés-hegység északi lejtőjén elterülő Timgád az i. sz. 3. században Numidia egyik legfontosabb városa volt. A települést i. sz. 100-ban alapította Traianus császár, hogy otthont biztosítson a nyugállományú római légiósoknak. Az előzményekkel nem rendelkező település a római várostervezés tökéletes példája. Alaprajza rácshoz hasonlít, két fő sugárúttal az észak-déli cardóval és a kelet-nyugati irányú decumanussal. A várost egy minden oldalán 355 méter hosszú fal veszi körül. Ma is látható épületeinek nagy része a 2. századból származik. Közülük legfontosabb egy majdnem 4000 személyes színház, a fórum, a kúria, a bazilika, egy piac és fürdők a város déli részén. Az északkeleti városrészben újabb fürdők és egy nyilvános könyvtár kapott helyet. Az utcákat mészkőlapokkal borították és a gazdagabb házakat mozaikokkal díszítették. A 4. és az 5. században a szakadár donatisták egyik központja lett. Az 5. század végén vandálok pusztították el, később a bizánci korban újjáépítették, de a 7. században az arab hódítások során újból lerombolták és ekkor már a sorsára hagyták. Feltárása korán, már 1880-ban elkezdődött. |        |

| | Algír óvárosa |
| Felvétel: 1992 |               |
| Kulturális (II)(V) |               |
| Hivatkozás: 565, védett terület: 54,7 ha |               |
| Algírt föníciaiak alapították, de jelentős kereskedelmi központtá csak a középkorban, az arab hódítás után fejlődött. A 16. századtól az oszmánok fennhatósága alatt állt és évszázadokig a kalózok egyik menedéke volt. 1830-ban francia kézre került és csak 1962-ben nyerte vissza függetlenségét. Az 1970-es években óvárosában egy nagyszabású modernizálási programot kezdtek, miközben igyekeztek megtartani az eredeti városszerkezetet és megóvni az épületeket. A város kasbájának (óvárosának) jelentős része az oszmán korszakból származik, szerkezete szabálytalan, számos kacskaringós utcája és sikátora van. Egészen a 19. századig a város csak a citadellát körülvevő falakon belül terjeszkedett, a falakon belül ma a citadella romjai, mecsetek és paloták láthatók. Legrégebbi jelentős épülete az Almorávidák által építtetett tizenegy hajós Nagymecset, amit a 11. században egy korábbi keresztény bazilika helyére emeltek. Hozzá tartozó minaret a 14. század elejére datálható. A város kedvező földrajzi elhelyezkedéséből jelentős bevételre tett szert, vagyonuk egy részét a házak belső díszítésére fordították. |               |

## Javasolt helyszínek
| Név                                                                         | Kép | Típus      | Kritérium              | Év   | Hiv. |
| --------------------------------------------------------------------------- | --- | ---------- | ---------------------- | ---- | ---- |
| Numídia és Mauritánia királyi mauzóleumai és az iszlám előtti síremlékek    |     | kulturális | II, III, IV            | 2002 |      |
| A Nyugati Erg oázisai és erődített falvai                                   |     | kulturális | II, III, IV, V         | 2002 |      |
| Nedroma                                                                     |     | kulturális | II, III, IV, V         | 2002 |      |
| El Oued                                                                     |     | kulturális | II, III, IV, V         | 2002 |      |
| Az Aurès-hegység valamint a Rhoufi és El Kantara szurdokok oázistelepülései |     | vegyes     | II, III, IV, V, VII, X | 2002 |      |
| Hippói Szent Ágoston-emlékhelyek a középső Magrebben                        |     | kulturális | II, III, IV, VI        | 2002 |      |